# Франк-Петер Реч
Франк-Петер Реч (нім. Frank-Peter Roetsch, 19 квітня 1964) — німецький біатлоніст, дворазовий олімпійський чемпіон, п'ятиразовий чемпіон світу. Також Реч тричі вигравав загальний залік кубка світу з біатлону.

## Виступи на Олімпіадах
| Олімпіада       | Дисципліна                | Місце |
| --------------- | ------------------------- | ----- |
| Сараєво 1984    | спринт 10 км              | 7     |
| Сараєво 1984    | індивідуальна гонка 20 км | 2     |
| Сараєво 1984    | естафета 4 х 7,5 км       | 4     |
| Калгарі 1988    | спринт 10 км              | 1     |
| Калгарі 1988    | індивідуальна гонка 20 км | 1     |
| Калгарі 1988    | естафета 4 х 7,5 км       | 5     |
| Альбервіль 1992 | спринт 10 км              | 9     |
| Альбервіль 1992 | індивідуальна гонка 20 км | 53    |